# Tichocarpus
Tichocarpus, monotipski rod crvenih algi smješten u vlastitu porodicu Tichocarpaceae, dio reda Kurzivni tekstGigartinales.
Jedina je vrsta morska alga T. crinitus s tipičnim lokalitetom kod Kamčatke u Rusiji.

## Sinonimi
- Fucus crinitus S.G.Gmelin 1768
- Sphaerococcus crinitus (S.G.Gmelin) C.Agardh 1822
- Gelidium crinitum (S.G.Gmelin) Kützing 1843
- Prionitis crinita (S.G.Gmelin) J.Agardh 1851